# Patrick Friesen
Patrick Friesen (5 de julio de 1946 - ) es un poeta canadiense, nacido en Steinbach, Manitoba, estudió en la Universidad de Manitoba.
Friesen actualmente vive en Vancouver, Columbia Británica, donde enseña escritura en la Universidad Politécnica Kwantlen.

## Discografía
- Small Rooms - 2003 (con Marilyn Lerner)

- Datos: Q7146531